# Dobri Hristov
Dobri Hristov (født 14. december 1875 i Varna, død 23. januar 1941 i Sofia, Bulgarien) var en bulgarsk komponist og dirigent.
Hristov hørte til de ledende komponister fra Bulgarien i det 20. århundrede. Han studerede komposition på Musikkonservatoriet i Prag, hos Antonin Dvorak med endt eksamen (1903). Han har mest skrevet kor og kirkelige værker og sange, men skrev også orkesterværker og kammermusik. Hristov brugte meget bulgarske sange og folklore i sine kompositioner. Han var dirigent for orkesteret De syv Helgender ved kirken af samme navn i Sofia (1911-1928).

## Udvalgte værker
- Kirkelige korværker "Liturgier af St. John Chrysostom" (1925-1934) - for kor
- Kirkelige Hymner "Salmer fra en vågen nat" (1935-1939) - for kor